# Chrysso caraca
Chrysso caraca är en spindelart som beskrevs av Levi 1962. Chrysso caraca ingår i släktet Chrysso och familjen klotspindlar. Inga underarter finns listade i Catalogue of Life.